# Nemipterus zysron
Nemipterus zysron är en fiskart som först beskrevs av Bleeker, 1857.  Nemipterus zysron ingår i släktet Nemipterus och familjen Nemipteridae. Inga underarter finns listade i Catalogue of Life.